# Metalectra punctilinea
Metalectra punctilinea är en fjärilsart som beskrevs av Walker 1862. Metalectra punctilinea ingår i släktet Metalectra och familjen nattflyn. Inga underarter finns listade i Catalogue of Life.